# 新豐津站

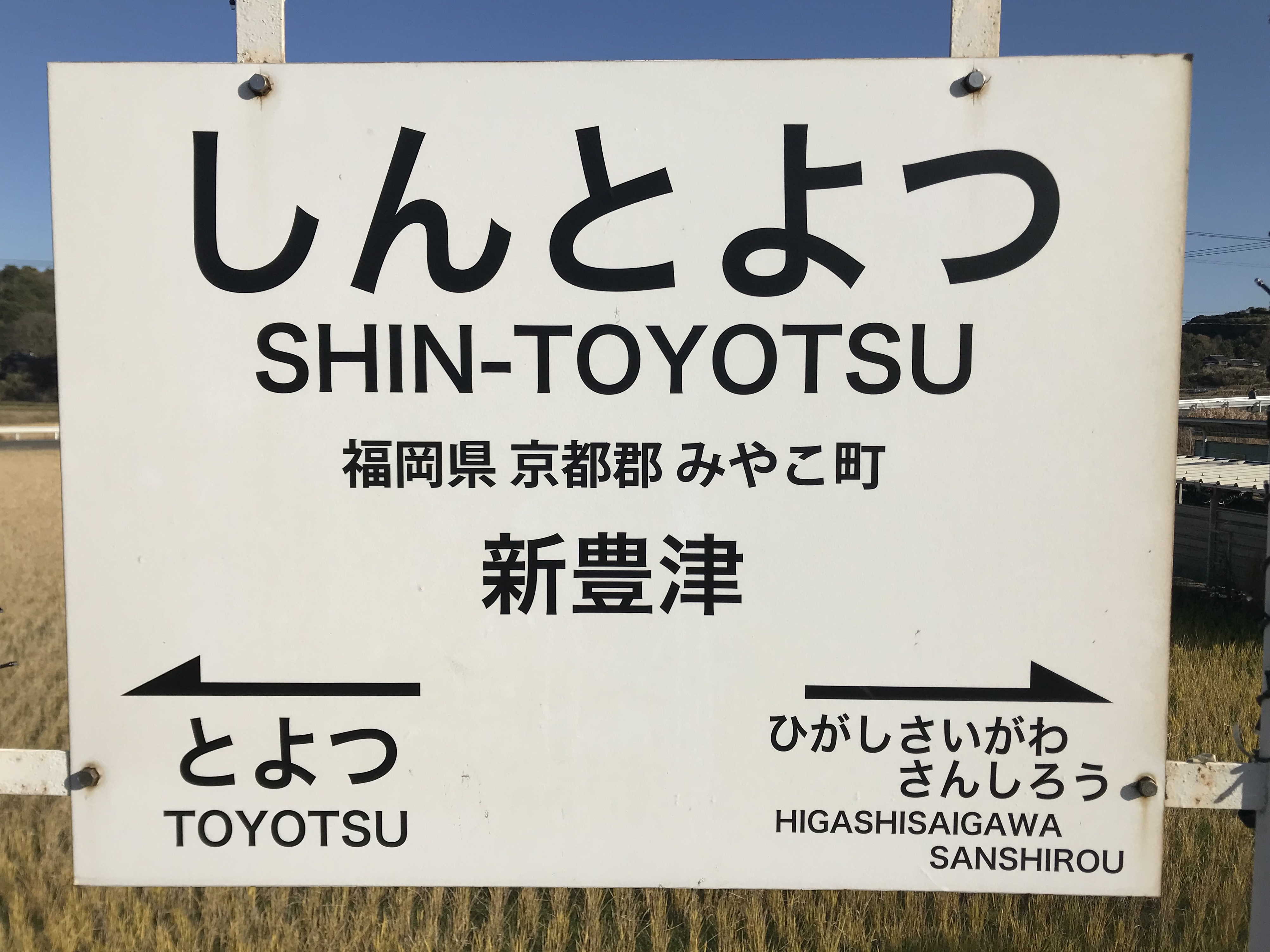
站名牌

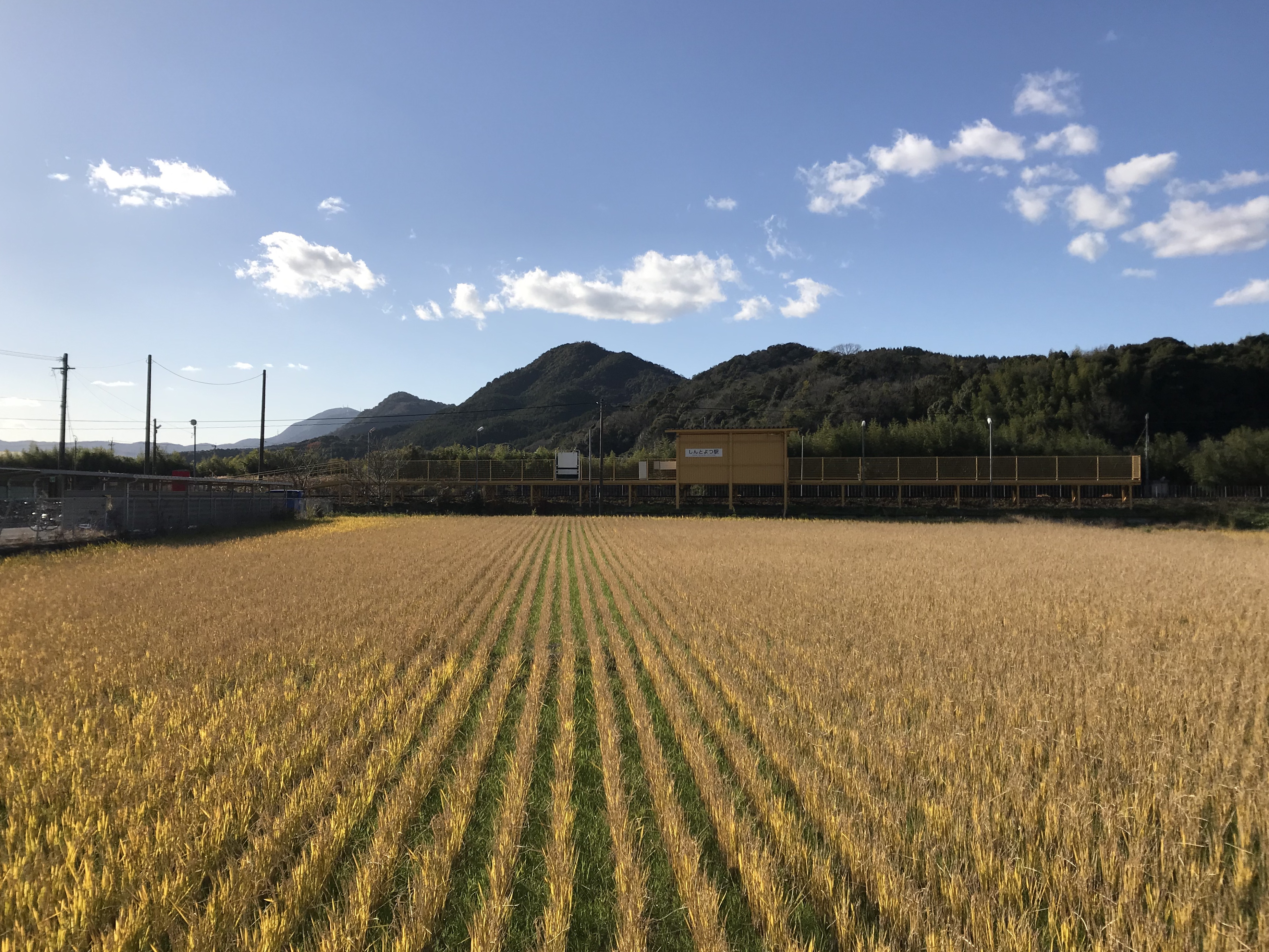
車站全景

新豐津站（日语：／ Shin-Toyotsu eki */?）是位於福岡縣京都郡京都町彥德523番2號，平成筑豐鐵道的田川線車站。車站編號為HC26。
總部位於東京都八王子市的軟件開發公司「Energy soft」取得此站的命名權。在2009年4月1日，此站愛稱為Energy soft 新豐津站。截至2020年4月，契約終結，取消了愛稱。

## 歷史
- 1990年（平成2年）10月1日 - 車站啟用。
- 2009年（平成21年）4月1日 - 此站加設副站名（愛稱）。
- 2018年（平成30年）4月 - 福岡縣立育德館中學·高等學校（日语：福岡県立育徳館中学校・高等学校）師生維修與重新粉刷車站大樓[2]。

## 車站構造
車站是一座地面車站，設有1面1線的單式月台。此站是無人車站。車站內設有免費停車場（十數台）、上蓋單車停泊處、可口可樂自動販賣機和公廁。

## 使用狀況
- 在2018年度，1日平均上落車人次為233人[1]。
- 在2019年度，1日平均上落車人次為254人[1]。

## 車站周邊
此站是前豐津町（現時：京都町）的唯一一座車站。距離該町中心以東1公里以上。
- 今川（日语：今川 (福岡県)）
- 京都町立豐津小學
- 豐津郵局
- 國道496號（日语：国道496号）
- 福岡縣立育德館高等學校（日语：福岡県立育徳館高等学校）
- 福岡縣立育德館中學
- 京都町公所豐津分所
- 八景山
- 京都町歷史民俗博物館 （页面存档备份，存于）（日語）
- 豐前國分寺（日语：豊前国分寺跡）與三重塔
- 京都町豐津花菖蒲公園
- 黑門（福岡縣立育德館高等學校（日语：福岡県立育徳館高等学校）內）

## 相鄰車站
平成筑豐鐵道
田川線
豐津（HC27）－新豐津（HC26）－東犀川三四郎（HC25）

## 注腳
1. 1 2 3  鉄道を未来につなぐために（令和元年度版） ︳ へいちくネット（平成筑豊鉄道） （页面存档备份，存于）（日語） 各站上落人次調査結果
2. ↑  . YOMIURI ONLINE（読売新聞）. 2018-04-07  [2019-01-05]. （原始内容存档于2019-01-06） （日语）.

## 外部連結
- 新豐津站 （页面存档备份，存于）（日語）（平成筑豐鐵道沿線情報網站）